# Utakwana rubreta
Utakwana rubreta är en insektsart som beskrevs av Medler 2000. Utakwana rubreta ingår i släktet Utakwana och familjen Flatidae. Inga underarter finns listade i Catalogue of Life.